# Teorija redoslijeda
Teorija redoslijeda je grana matematike koja proučava binarne relacije koje obuhvaćaju intuitivnu ideju redoslijeda. Tako teorija redoslijeda pruža apstraktan okvir za reći kad jedan objekt je "manji od" ili "predhodi" drugi.

## Definicija
Uređaj ili relacija uređaja (neformalno: poredak, redoslijed) je binarna relacija na nekom skupu koja zadovoljava sljedeća svojstva. 
Za skup S, relacija ≤ na S označava se parcijalan uređaj ako za sve elemente a, b, c u S:
a ≤ a (refleksivnost)
a ≤ b & b ≤ a ⇒ a = b (antisimetričnost)
a ≤ b & b ≤ c ⇒ a ≤ c (tranzitivnost)
Ako dodatno zahtijevamo:
a ≤ b ili b ≤ a (totalnost)
za sve a, b u S, onda je uređaj totalan ili linearan.
Kažemo da je skup S uređen ako je na njemu zadana relacija uređaja. 